# Chinese Volleyball Super League (maschile)
La Chinese Volleyball Super League è la massima serie del campionato cinese di pallavolo maschile: al torneo partecipano quattordici squadre di club cinesi e la squadra vincitrice si fregia del titolo di campione di Cina.

## Albo d'oro
| Dal 1996 al 2017 la competizione è denominata Chinese Volleyball League |               |               |               |               |               |
| 1996-97 Dettagli                                                        | Sichuan       | Zhejiang      | Liaoning      |               |               |
| 1997-98 Dettagli                                                        | Sichuan       | Jiangsu       | Zhejiang      |               |               |
| 1998-99 Dettagli                                                        | Sichuan       | Zhejiang      | Chengdu       |               |               |
| 1999-00 Dettagli                                                        | Shanghai      | Jiangsu       | Bayi          |               |               |
| 2000-01 Dettagli                                                        | Jiangsu       | Bayi          | Zhejiang      |               |               |
| 2001-02 Dettagli                                                        | Jiangsu       | Zhejiang      | Liaoning      |               |               |
| 2002-03 Dettagli                                                        | Zhejiang      | Shanghai      | Liaoning      |               |               |
| 2003-04 Dettagli                                                        | Shanghai      | Zhejiang      | Bayi          |               |               |
| 2004-05 Dettagli                                                        | Shanghai      | Liaoning      | Bayi          |               |               |
| 2005-06 Dettagli                                                        | Shanghai      | Jiangsu       | Bayi          |               |               |
| 2006-07 Dettagli                                                        | Shanghai      | Liaoning      | Henan         |               |               |
| 2007-08 Dettagli                                                        | Shanghai      | Liaoning      | Henan         |               |               |
| 2008-09 Dettagli                                                        | Shanghai      | Henan         | Bayi          |               |               |
| 2009-10 Dettagli                                                        | Shanghai      | Bayi          | Jiangsu       |               |               |
| 2010-11 Dettagli                                                        | Shanghai      | Jiangsu       | Bayi          |               |               |
| 2011-12 Dettagli                                                        | Shanghai      | Bayi          | Liaoning      |               |               |
| 2012-13 Dettagli                                                        | Beijing       | Bayi          | Henan         |               |               |
| 2013-14 Dettagli                                                        | Beijing       | Shanghai      | Shandong      |               |               |
| 2014-15 Dettagli                                                        | Shanghai      | Shandong      | Beijing       |               |               |
| 2015-16 Dettagli                                                        | Shanghai      | Beijing       | Shandong      |               |               |
| 2016-17 Dettagli                                                        | Shanghai      | Beijing       | Sichuan       |               |               |
| Dal 2017 la competizione è denominata Chinese Volleyball Super League   |               |               |               |               |               |
| 2017-18 Dettagli                                                        | Shanghai      | Beijing       | Sichuan       |               |               |
| 2018-19 Dettagli                                                        | Shanghai      | Beijing       | Jiangsu       |               |               |
| 2019-20 Dettagli                                                        | Shanghai      | Jiangsu       | Shandong      |               |               |
| 2020-21 Dettagli                                                        | Beijing       | Shanghai      | Jiangsu       |               |               |
| 2021-22                                                                 | Non disputato | Non disputato | Non disputato | Non disputato | Non disputato |
| 2022-23 Dettagli                                                        | Beijing       | Shanghai      | Zhejiang      |               |               |

## Palmarès
| Squadra  | Titolo | Stagione |
| -------- | ------ | --- |
| Shanghai | 16     | 1999-00, 2003-04, 2004-05, 2005-06, 2006-07, 2007-08, 2008-09, 2009-10, 2010-11, 2011-12, 2014-15, 2015-16, 2016-17, 2017-18, 2018-19, 2019-20 |
| Beijing  | 4      | 2012-13, 2013-14, 2020-21, 2022-23 |
| Sichuan  | 3      | 1996-97, 1997-98, 1998-99 |
| Jiangsu  | 2      | 2000-01, 2001-02 |
| Zhejiang | 1      | 2002-03 |

## Denominazioni precedenti
- 1996-2017: Chinese Volleyball League